# Чьеу Тхуатзыонг-выонг
Чьеу (Чиеу) Тхуатзыонг-выонг (вьет. Triệu Thuật Dương Vương, кит. 趙術陽王, палл. Чжао Шуян-ван) — последний правитель Намвьета из династии Чьеу (Чиеу). Его правление началось в 112 году до н. э. и окончилось в следующем году. Имя при рождении — Кьен Дык (вьет. Kiến Đức, кит. 建德, палл. Цзянь-дэ).

## Жизнеописание
Кьен Дык был старшим сыном Чьеу Минь-выонга и его первой жены, женщины из народа юэ. Позже, когда Минь-выонга отправили ко двору китайского императора У-ди, он женился на китаянке, родившей ему младшего сына по имени Чьеу Хынг. Взойдя на трон Намвьета, Минь-выонг назначил второго сына преемником, в обход традиции первородства.
Когда Чьеу Хынг стал императором по именем Чьеу Ай-выонг, он жаловал старшему брату китайский титул «Шуян-хоу» (кит. трад. 術陽侯, упр. 术阳侯, пиньинь shùyáng hóu).
В правление Ай-выонга У-ди пригласил его с его матерью на аудиенцию. Ай-выонг решил покориться Хань, однако чиновник Лю Цзя этому препятствовал, и император отправил двухтысячный отряд для его ареста. Лю Цзя организовал переворот, убил Ай-выонга, а на его место короновал Тхуатзыонг-выонга, объявив войну Хань.
Отряд ханьцев был наголову разбит намвьетцами, что удивило и разозлило У-ди. В ответ он выслал 100 000 человек, захвативших столицу Намвьета, Паньюй (кит. трад. 番禺, пиньинь Pānyú, современный Гуанчжоу). Тхуатзыонг-выонг и Лю Цзя бежали из города по морю в направлении Миньюэ, однако ханьцы узнали об их намерении и отправили за ними погоню. Оба были пойманы и казнены; их головы отправили императору.
С гибелью Тхуатзыонг-выонга окончился период правления династии Чьеу. Намвьет был завоёван, разделён на округа и переименован в Зяоти (Цзяочжи) и находился в полной власти императоров Хань вплоть до восстания сестёр Чынг в 40 году н. э.

## Имя
Ни в Ши цзи, ни в Ханьшу не упоминается храмовое имя императора, однако его посмертное имя упомянуто в различных источниках. Его назвали Зыонг-выонг (Dương Vương, 陽王) в «Краткой истории Вьетнама», Тхуат Зыонг-выонг (Thuật Dương Vương, 術陽王) в Полном собрании исторических записок Дайвьета, и  (Vệ Dương vương, 衛陽王) в Краткой истории Вьета.